# Institute of Modern Languages Research
L'Institute of Modern Languages Research (IMLR)  est un institut de recherche associé à l'Université de Londres.

## Histoire
L'Institute of Modern Languages Research a été créé en 2004 par fusion de l'Institute of Germanic Studies et l'Institute of Romance Studies, fondés en 1950 et 1989

## Mission
Partie de la SAS (« École d'études avancées » (fr)), son objectif est de promouvoir et de faciliter l'étude des cultures des langues romanes et alémanique à travers un éventail de disciplines dans les sciences humaines.

## Projets interuniversitaires
- Cross-Language Dynamics (OWRI Project), Cross-Language Dynamics - Reshaping Communities (Translingual Strand), en collaboration avec l'University of Manchester, l'University of London’s School of Advanced Study (SAS) et l'Durham University [3].